# Schatz-Walzer
Der Schatzwalzer ist ein Walzer von Johann Strauss Sohn (op. 418). Das Werk entstand im Jahr 1885 und wurde am 22. November desselben Jahres im Konzertsaal des Wiener Musikvereins unter der Leitung von Eduard Strauß uraufgeführt.